# Långhalsen, Västerbotten
Långhalsen är en sjö i Skellefteå kommun i Västerbotten och ingår i Sävaråns huvudavrinningsområde.